# Bruce McLaren
Pour les articles homonymes, voir McLaren.
Temple international de la renommée du sport automobile 1991
Bruce McLaren, né le 30 août 1937 à Auckland, en Nouvelle-Zélande et mort le 2 juin 1970 à Goodwood, en Angleterre, est un pilote automobile néo-zélandais, qui courut en championnat du monde de Formule 1, disputant 98 Grands Prix de 1958 à 1970. Brillant pilote, il a également fondé l'écurie McLaren, devenue l'une des plus prestigieuses de l'histoire du sport automobile.

## Biographie
Bruce McLaren débute en Formule 1 à l'occasion du GP d'Allemagne 1958. Au volant d'une Cooper F2, McLaren impressionne en se hissant en cinquième position à l'arrivée. Cela lui vaut d'être désigné pilote officiel de la marque pour la saison suivante.  À la fin de l'année 1959, en s'imposant au GP des États-Unis disputé à Sebring, il devient à 22 ans le plus jeune vainqueur d'un Grand Prix de Formule 1. Ce record ne sera battu qu'en 2003 par le futur champion du monde espagnol Fernando Alonso, puis en 2008 par Sebastian Vettel, et enfin en 2016 par Max Verstappen. L'année suivante, toujours sur une Cooper-Climax, il termine deuxième du championnat derrière son équipier Jack Brabham.

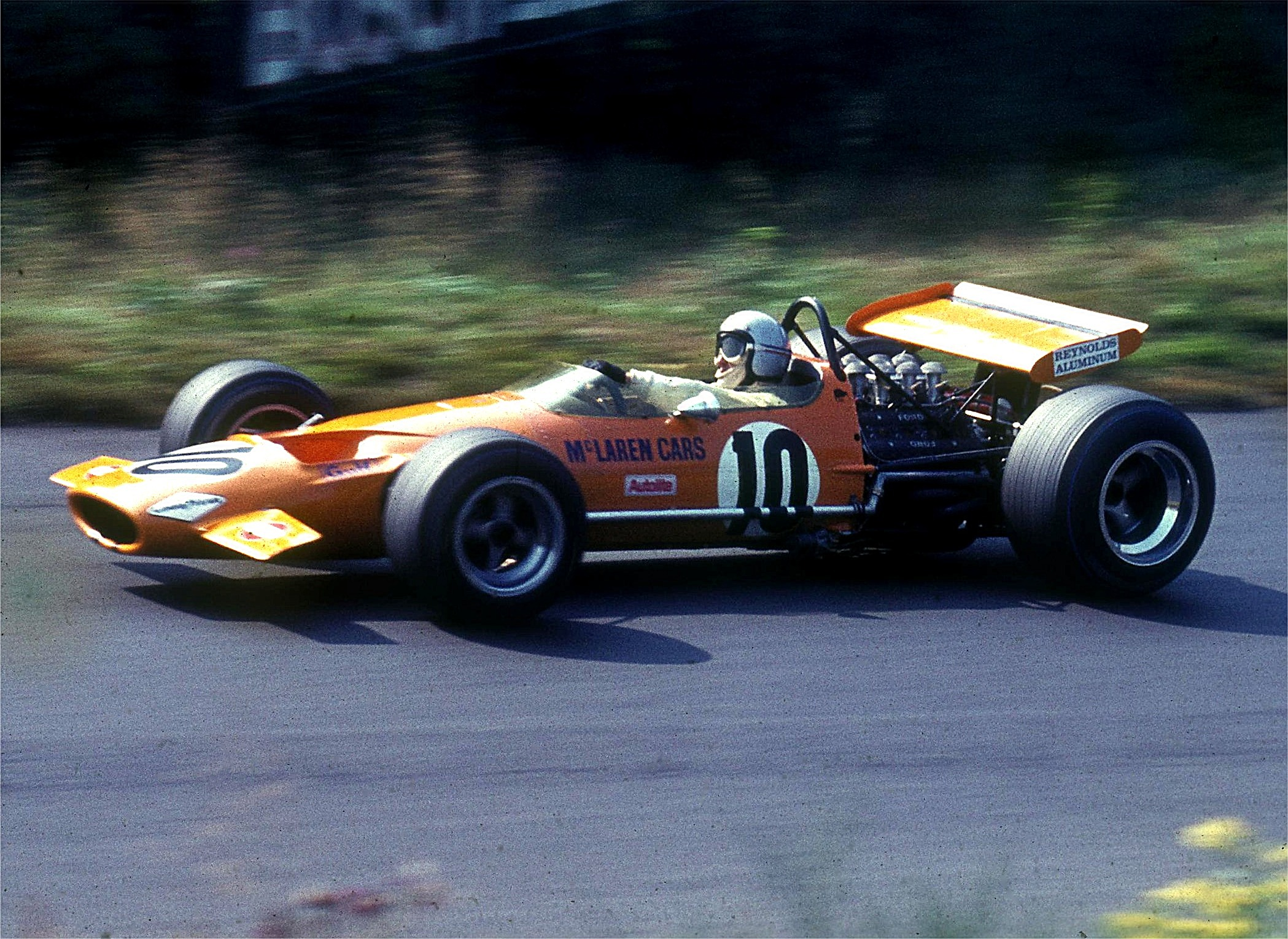
Bruce McLaren sur une monoplace de sa conception, en 1969 au Nürburgring.

En 1963, s'inspirant de l'exemple de son ami Jack Brabham, Bruce McLaren monte sa structure Bruce McLaren Motor Racing Ltd, destinée notamment à engager des voitures en Formule Tasmane (championnat d'Océanie de monoplaces) ainsi qu'en CanAm (épreuves de sport-prototypes en Amérique du Nord). Il devient champion des premières Tasman Series en 1964, avec une Cooper T70 (3 succès). Cependant lassé des résultats en chute libre de l'écurie Cooper, Bruce franchit le pas et engage également ses propres voitures dans le championnat du monde de Formule 1 à partir de 1966. Après des débuts laborieux, Bruce McLaren touche au but en remportant hors-championnat du monde la Race of Champions, puis le GP de Belgique en 1968, tandis que son coéquipier et compatriote Denny Hulme remporte deux victoires et parvient à se glisser dans la lutte pour le titre mondial.
À ces résultats prometteurs en Formule 1, s'ajoute la nette domination de l'écurie McLaren dans le championnat CanAm que Bruce remporte en 1967 et en 1969. Il gagne le Trophée Segrave, décerné par le Royal Automobile Club. 

### Accident

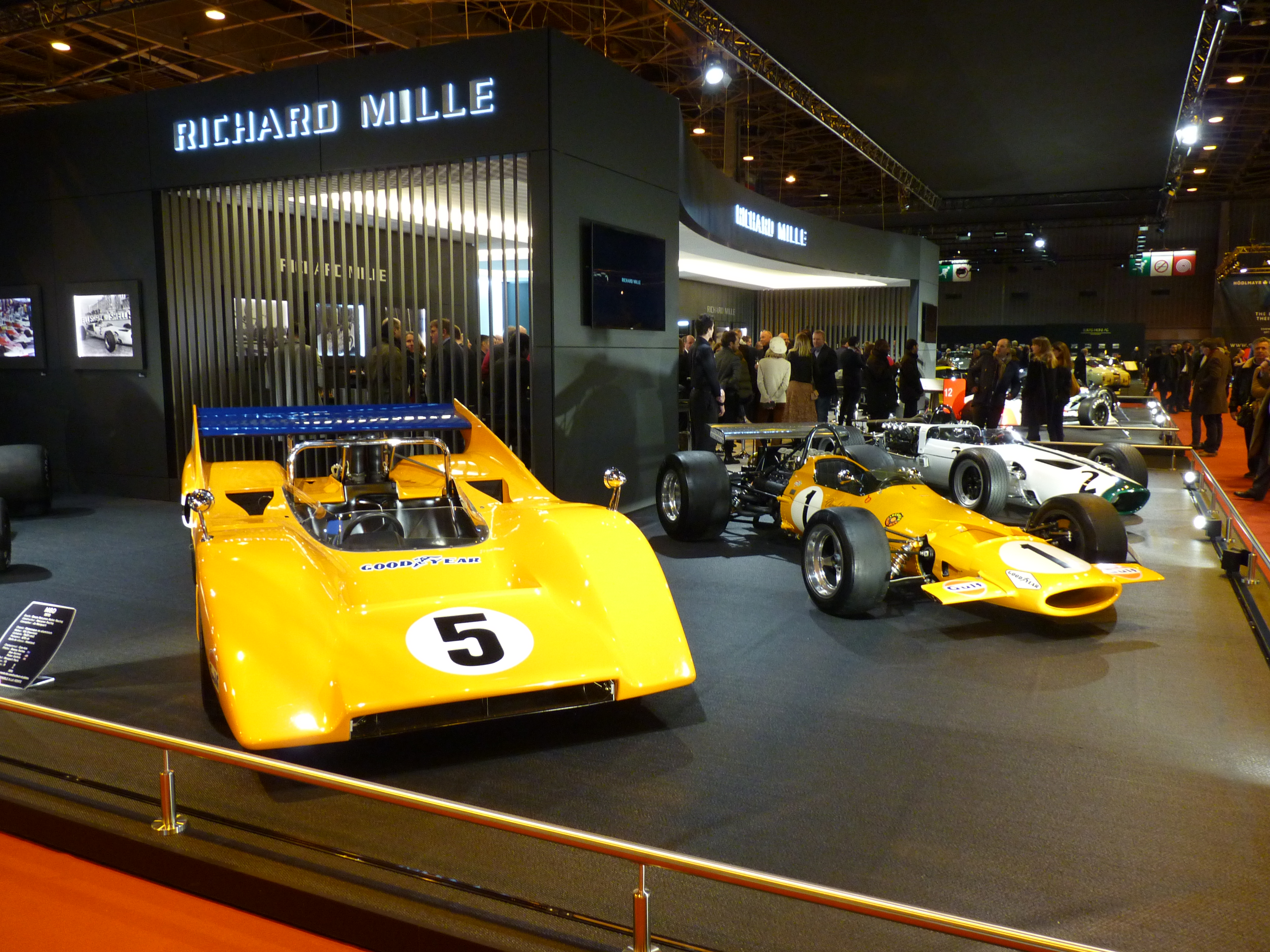
McLaren M8D (1970)

En essayant l'un de ses prototypes CanAm-Chevrolet, Bruce McLaren se tue sur le circuit de Goodwood le 2 juin 1970. Déséquilibrée par la perte de son capot moteur, la McLaren M8D s'écrase contre un poste de commissaire, tuant instantanément son pilote.

## Palmarès
- 4 victoires en Formule 1
- Vainqueur des 24 Heures du Mans en 1966
- Vainqueur du championnat CanAm en 1967 et 1969

## Résultats en championnat du monde de Formule 1

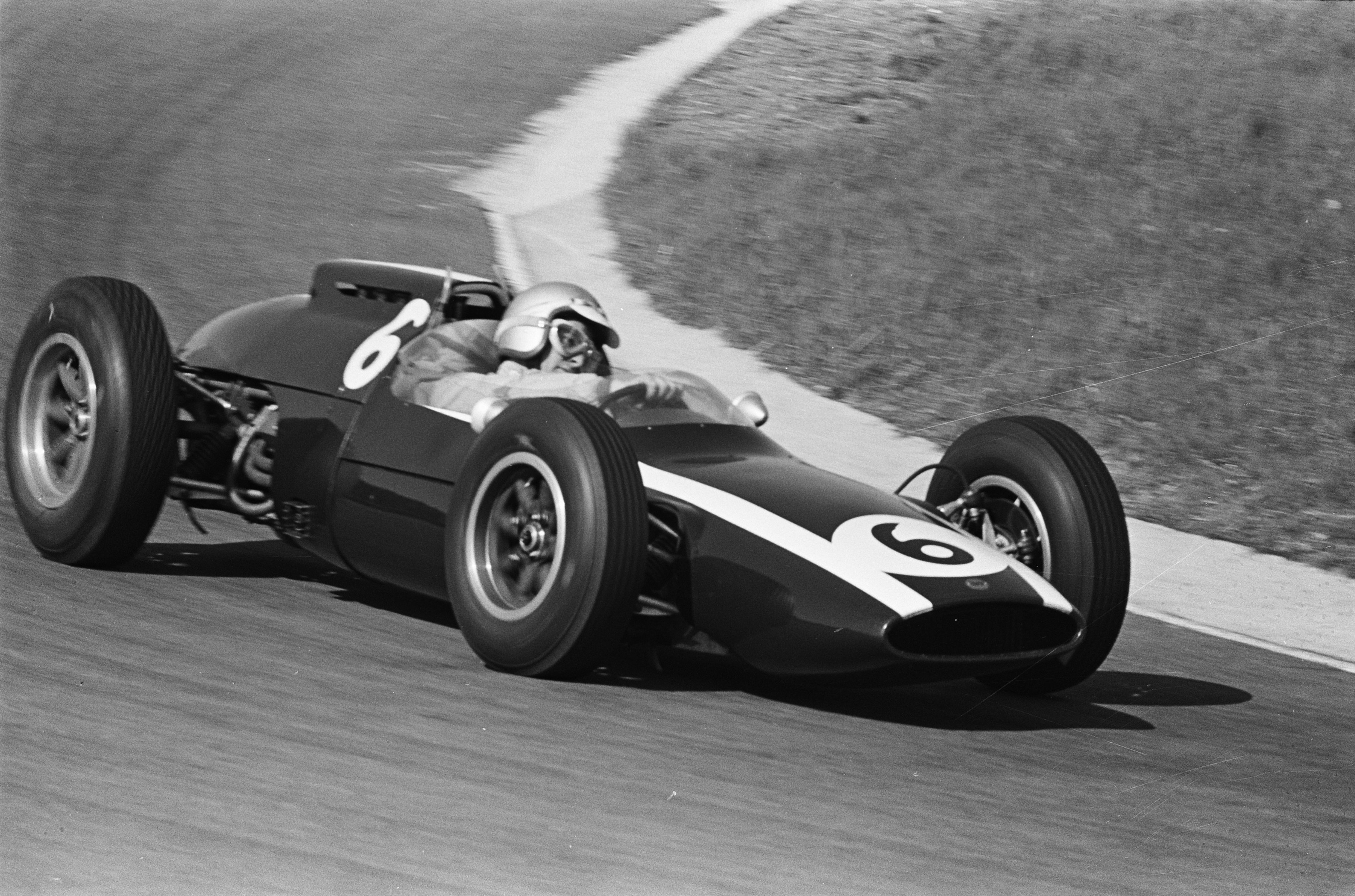
Bruce McLaren termina troisième du championnat du monde de Formule 1 1962 sur cette Cooper T60 (vue ici à Zandvoort).

| Saison | Écurie                                           | Châssis     | Moteur                     | Pneus     | GP disputés | Victoires | Meilleurs tours | Points inscrits | Classement |
| ------ | ------------------------------------------------ | ----------- | -------------------------- | --------- | ----------- | --------- | --------------- | --------------- | ---------- |
| 1959   | Cooper Car Company                               | T51         | Climax l4                  | Dunlop    | 7           | 1         | 1               | 16,5            | 6e         |
| 1960   | Cooper Car Company                               | T51 T53     | Climax l4                  | Dunlop    | 8           | 1         | 1               | 37              | 2e         |
| 1961   | Cooper Car Company                               | T55         | Climax l4                  | Dunlop    | 8           | 0         | 0               | 11              | 7e         |
| 1962   | Cooper Car Company                               | T60         | Climax V8                  | Dunlop    | 9           | 1         | 1               | 32              | 3e         |
| 1963   | Cooper Car Company                               | T66         | Climax V8                  | Dunlop    | 10          | 0         | 0               | 17              | 6e         |
| 1964   | Cooper Car Company                               | T66 T73     | Climax V8                  | Dunlop    | 10          | 0         | 0               | 13              | 7e         |
| 1965   | Cooper Car Company                               | T77         | Climax V8                  | Dunlop    | 10          | 0         | 0               | 10              | 8e         |
| 1966   | Bruce McLaren Motor Racing                       | M2B         | Ford V8 Serenissima V8     | Firestone | 4           | 0         | 0               | 3               | 14e        |
| 1967   | Bruce McLaren Motor Racing Anglo American Racers | M4B M5B TG1 | BRM V8 BRM V12 Weslake V12 | Goodyear  | 9           | 0         | 0               | 3               | 14e        |
| 1968   | Bruce McLaren Motor Racing                       | M7A         | Ford-Cosworth V8           | Goodyear  | 5           | 1         | 0               | 22              | 5e         |
| 1969   | Bruce McLaren Motor Racing                       | M7A M7C     | Ford-Cosworth V8           | Goodyear  | 9           | 0         | 0               | 26              | 3e         |
| 1970   | Bruce McLaren Motor Racing                       | M14A        | Ford-Cosworth V8           | Goodyear  | 3           | 0         | 0               | 6               | 14e        |

## Résultats aux 24 Heures du Mans

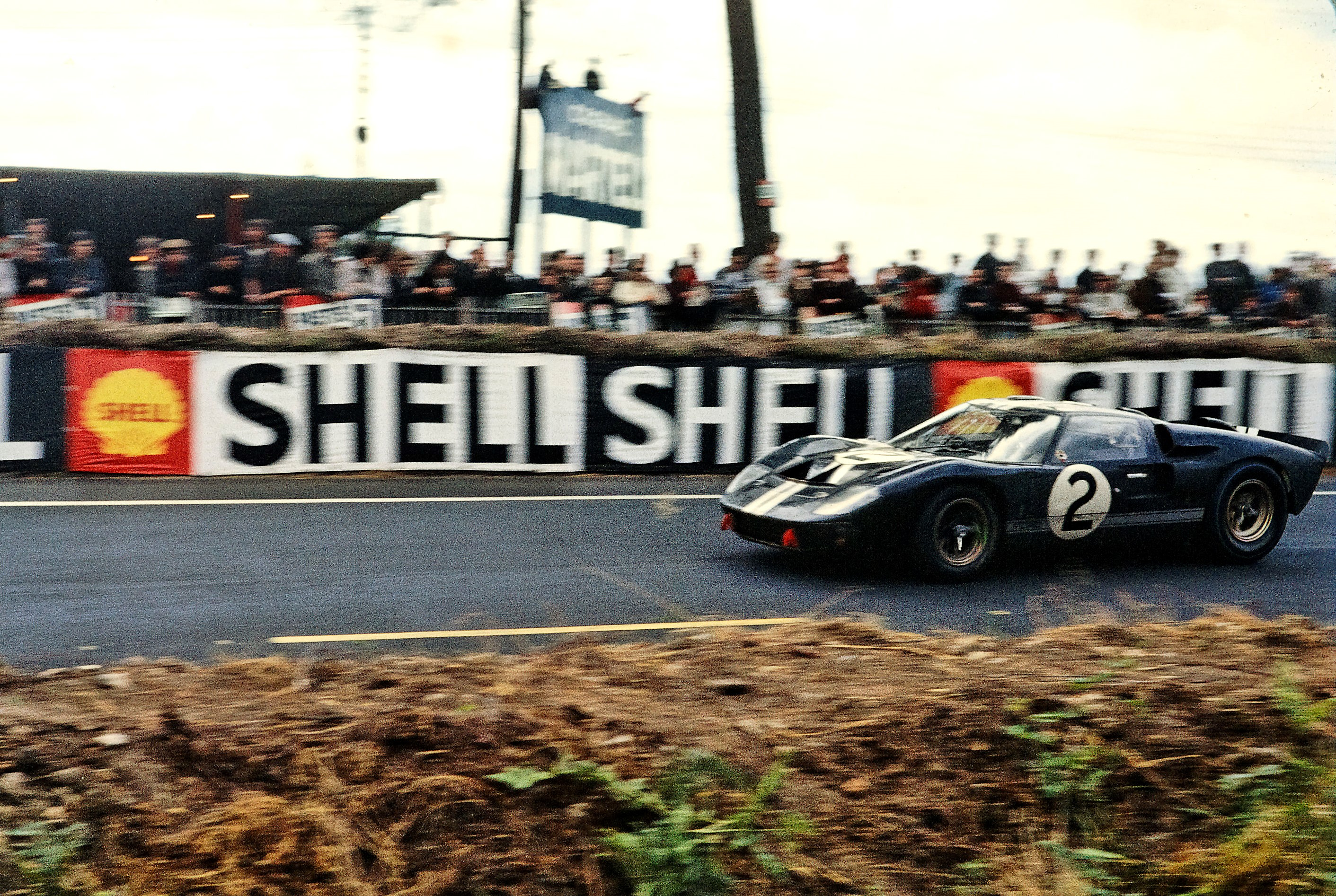
La Ford MkII de la victoire aux 24 Heures du Mans 1966, qu'il partage avec Chris Amon.

| Année | Voiture             | Équipe               | Équipier      | Résultat  |
| ----- | ------------------- | -------------------- | ------------- | --------- |
| 1959  | Cooper-Climax T49   | Cooper Car Company   | Jim Russell   | Abandon   |
| 1961  | Maserati Tipo 63    | Briggs Cunningham    | Walt Hansgen  | Abandon   |
| 1962  | Maserati Tipo 151/1 | Briggs Cunningham    | Walt Hansgen  | Abandon   |
| 1963  | Aston Martin DP214  | David Brown          | Innes Ireland | Abandon   |
| 1964  | Ford GT40 Mk.I      | Ford Motor Company   | Phil Hill     | Abandon   |
| 1965  | Ford GT40 Mk.II     | Shelby-American Inc. | Ken Miles     | Abandon   |
| 1966  | Ford GT40 Mk.II     | Shelby-American Inc. | Chris Amon    | Vainqueur |
| 1967  | Ford GT40 Mk.IV     | Shelby-American Inc. | Mark Donohue  | 4e        |